# Nerv vestibulocohlear

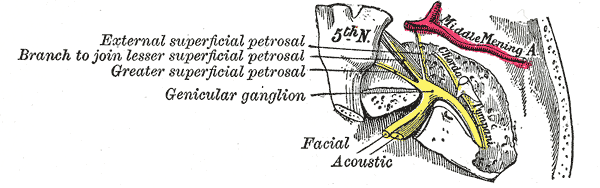
Nervul vestibulocohlear

Nervul vestibulocohlear sau acusticovestibular (latină Nervus vestibulocochlearis) este cel de-al optulea nerv cranian și este un nerv senzorial. Este alcătuit din două căi, mai exact nervii vestibular și cohlear. Nervul vestibulocohlear transmite informații senzoriale auditorii și vestibulare (de echilibru) de la urechea internă către creier. 

## Origine
Nervul vestibulocohlear are originea aparentă în șanțul bulbopontin și originea reală în: ganglionul Corti (pentru ramura cohleară) și ganglionul Scarpa (pentru ramura vestibulară). 